# Hedyosmum crenatum
Hedyosmum crenatum är en tvåhjärtbladig växtart som beskrevs av Occhioni. Hedyosmum crenatum ingår i släktet Hedyosmum och familjen Chloranthaceae. Inga underarter finns listade i Catalogue of Life.